# جمعه شیرین
جمعه شیرین فیلمی به کارگردانی بهرام ری‌پور و نویسندگی بهرام ری پور، جمال امید محصول سال ۱۳۴۹ است.

## خلاصه داستان
دختر و پسر جوانی با یکدیگر قرار ازدواج می‌گذارند …

## بازیگران
- گرشا رئوفی
- طاهره غفاری
- محمد فرزین
- ناهید
- شهروز رامتین
- ساغر